# Veliuona

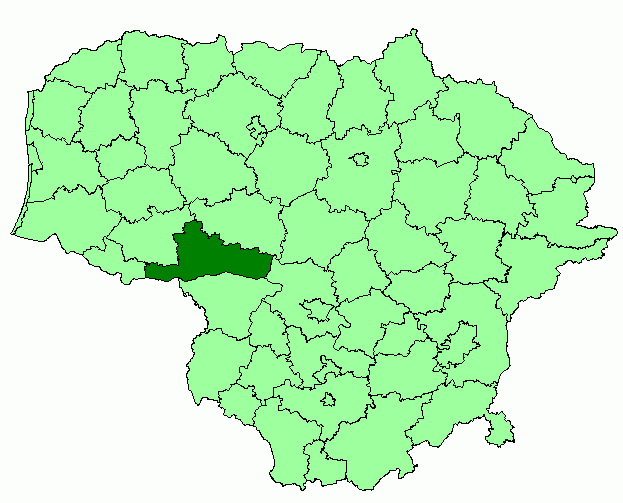
Lage in Litauen

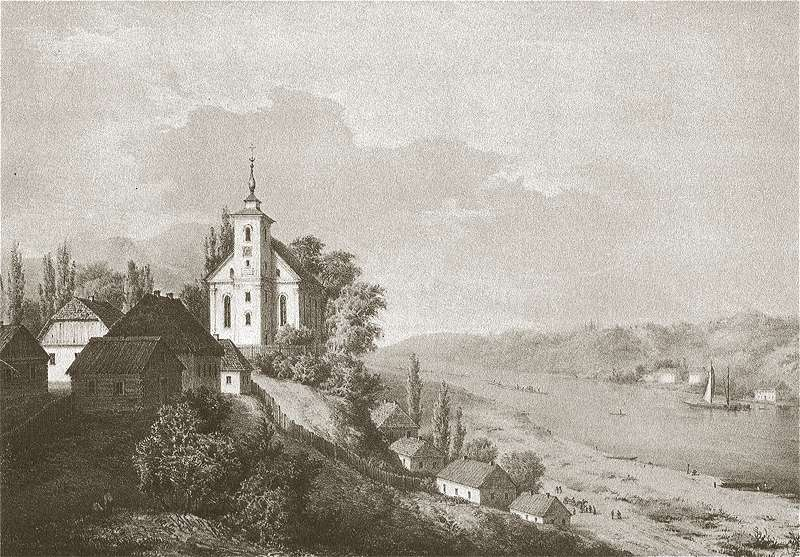
Veliuona im 19. Jh.

Veliuona (deutsch. veraltet Welohnen) ist ein litauisches Städtchen (miestelis) am Ufer der Memel.
Administrativ ist es Zentrum des gleichnamigen Amtsbezirks (seniūnija) in der Rajongemeinde Jurbarkas.

## Geschichte
Veliuona blickt auf eine lange, bewegte Geschichte zurück. Archäologische Grabungen bestätigen eine Besiedlung bereits in der Steinzeit. Die erste schriftliche Erwähnung geht auf die von Peter von Dusburg verfassten Chronik des Preußenlandes zurück, erwähnt den Ort unter der Bezeichnung Junigeda und ist auf das Jahr 1291 datiert. Seit 1315 erscheint der Ort unter der Bezeichnung Veliuona, nach dem Flüsschen, das an dieser Stelle in die Memel mündet. Der Name Veliuona wiederum geht vermutlich auf die Göttin des Totenreiches Velione zurück.
Veliuona liegt (wie viele andere Siedlungen der Gegend) geschützt auf dem etwa 30 m hohen Steilufer der Memel und war Anfang des 14. Jhs. eine befestigte Siedlung auf zwei Burgbergen. Sie bildete Ende des 13. und im 14. Jh. die Grenze des Machtbereichs der Litauer und des Deutschen Ordens. Während die flussabwärts gelegene Georgenburg (1343–1403) und die Bayerburg (1337–1344) Festungen der Ordensritter waren, wurde Veliuona von den Litauern gehalten. Wiederholt wurde die Burg von den Ordensrittern angegriffen (1313–1319 fast jährlich!); die Angriffe im August 1348, im April 1364 und im August 1367 führten zur Zerstörung der Burg. Stets wurde sie von den Litauern wieder aufgebaut, zum dritten Mal allerdings erst im Sommer 1411 (siehe unten). Im Rahmen dieser Auseinandersetzungen soll der litauische Großfürst Gediminas 1341 vor der Bayerburg den Tod gefunden haben und auf der Burg von Veliuona bestattet worden sein, weswegen einer der beiden Burghügel Gediminasgrabhügel (lit. Gedimino kapo kalnas) genannt wird (in anderen Quellen wird der Ort Raudonė als Gediminas’ Sterbeort genannt).
Mit dem Sieg der vereinten litauischen und polnischen Heere gegen den Deutschen Orden in der Schlacht von Tannenberg 1410 wurde die Grenze befriedet und Großfürst Vytautas ließ hier 1411 eine neue Burg errichten. Diese Burg wurde zu einem wichtigen Treffpunkt der litauischen Großfürsten mit den Ordensmeistern. So wurde hier im Mai 1423 der im September 1422 geschlossene Frieden von Melnosee ratifiziert.
Im Schutz der Burg entwickelte sich ein kleines Städtchen, für das Vytautas 1418–1421 eine Kirche auf dem Steilufer errichten ließ. Für einige Jahre zu Beginn des 16. Jhs. wurden Veliuona die Stadtrechte verliehen und 1579 existierte hier eine der ersten Schulen Litauens. Die heutige Kirche Mariä Himmelfahrt wurde von 1636 bis 1644 errichtet. Seit dem 16. Jahrhundert existiert in Veliuona auch ein Gutsbesitz. Die Gutsherren im 19. Jahrhundert, eine Familie Saleski (auch Zaleski), ließen von 1818 bis 1820 das heute noch bestehende hölzerne Herrenhaus im klassizistischen Stil errichten. Der Gutshof, der nach dem Ende der kommunistischen Epoche wieder an die letzten Eigentümer, die Familie Vakselis, zurückgegeben wurde, beherbergt heute ein Heimatmuseum.

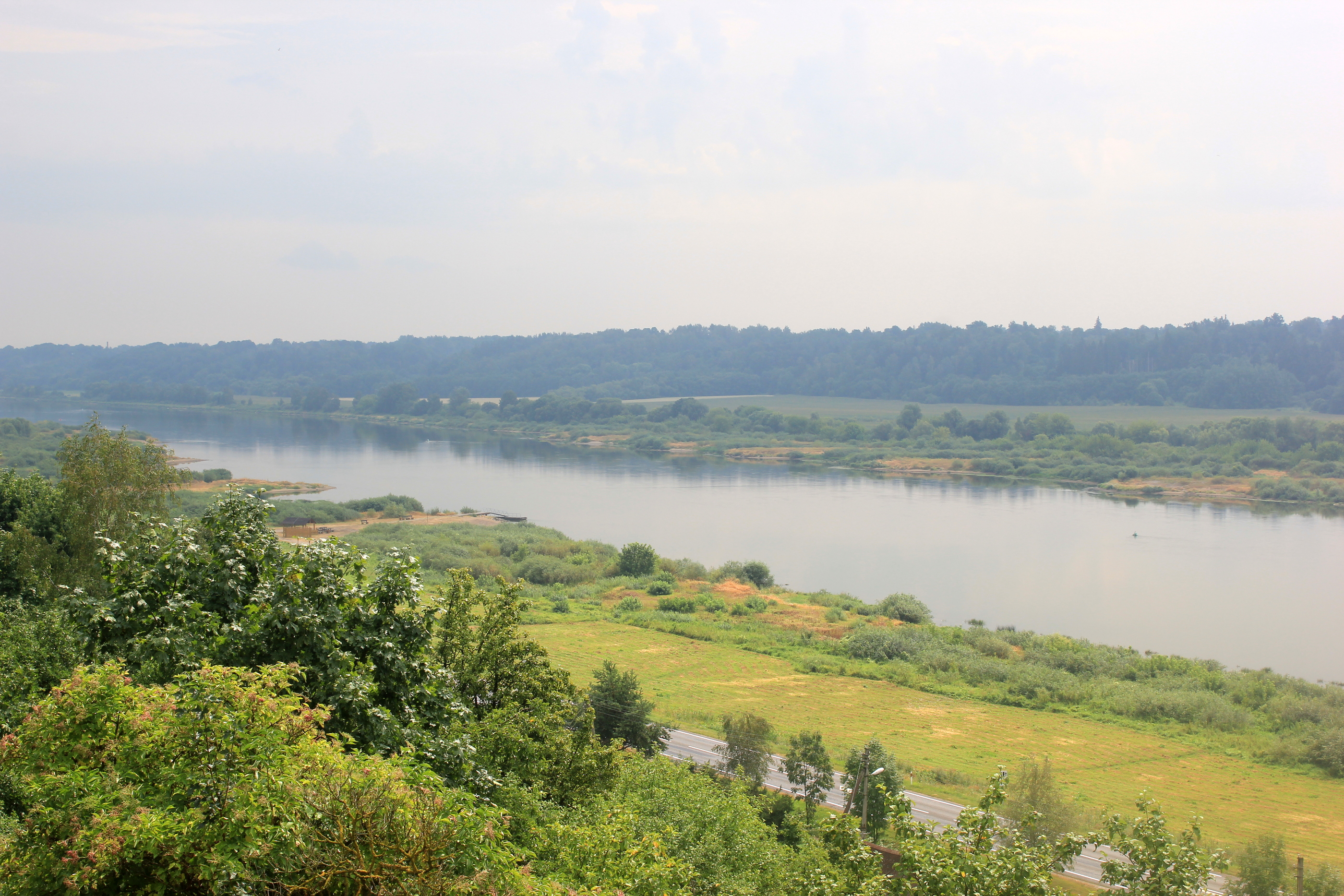
Blick vom Hochufer auf die Memel
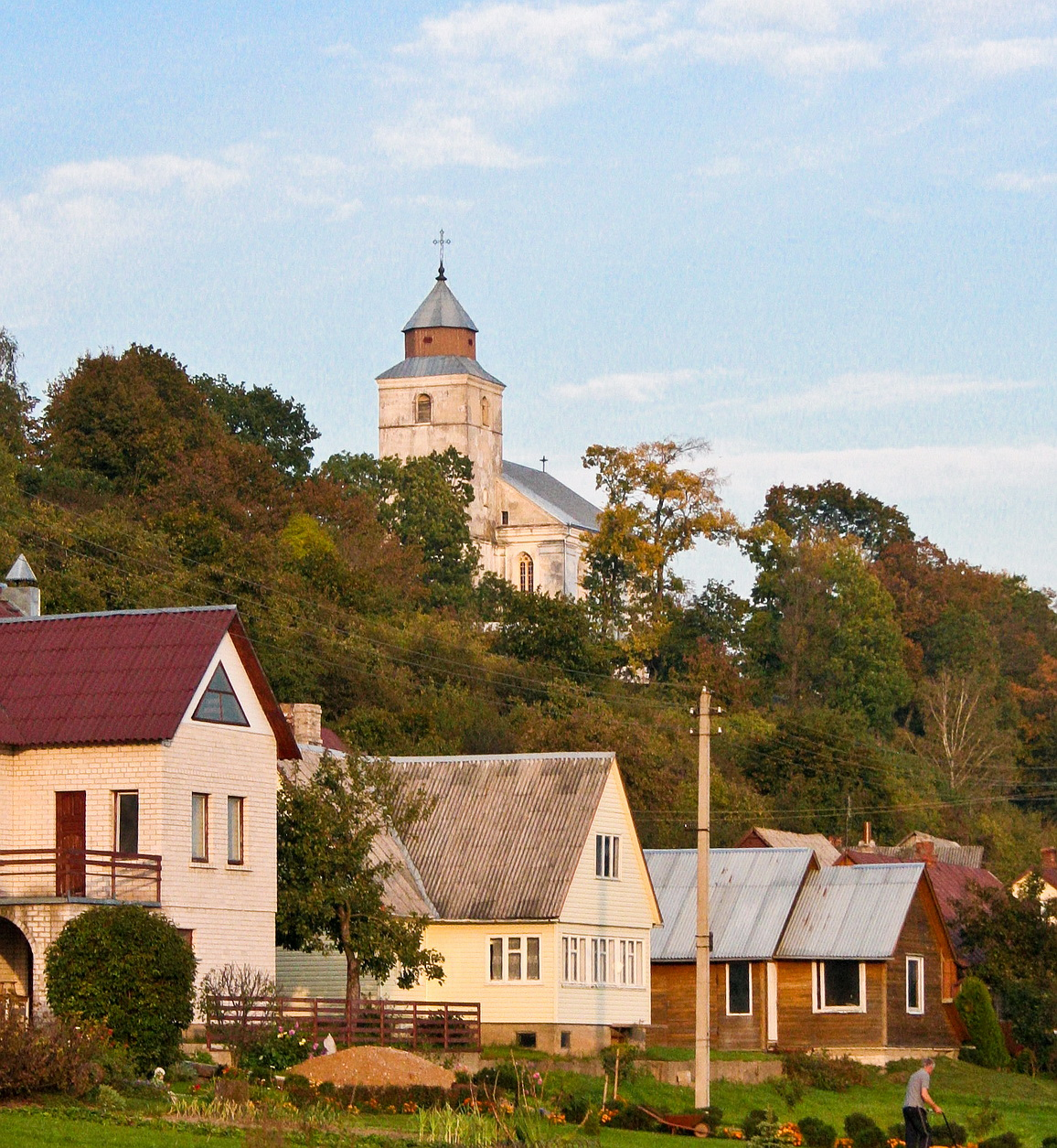
Ansicht von Veliuona
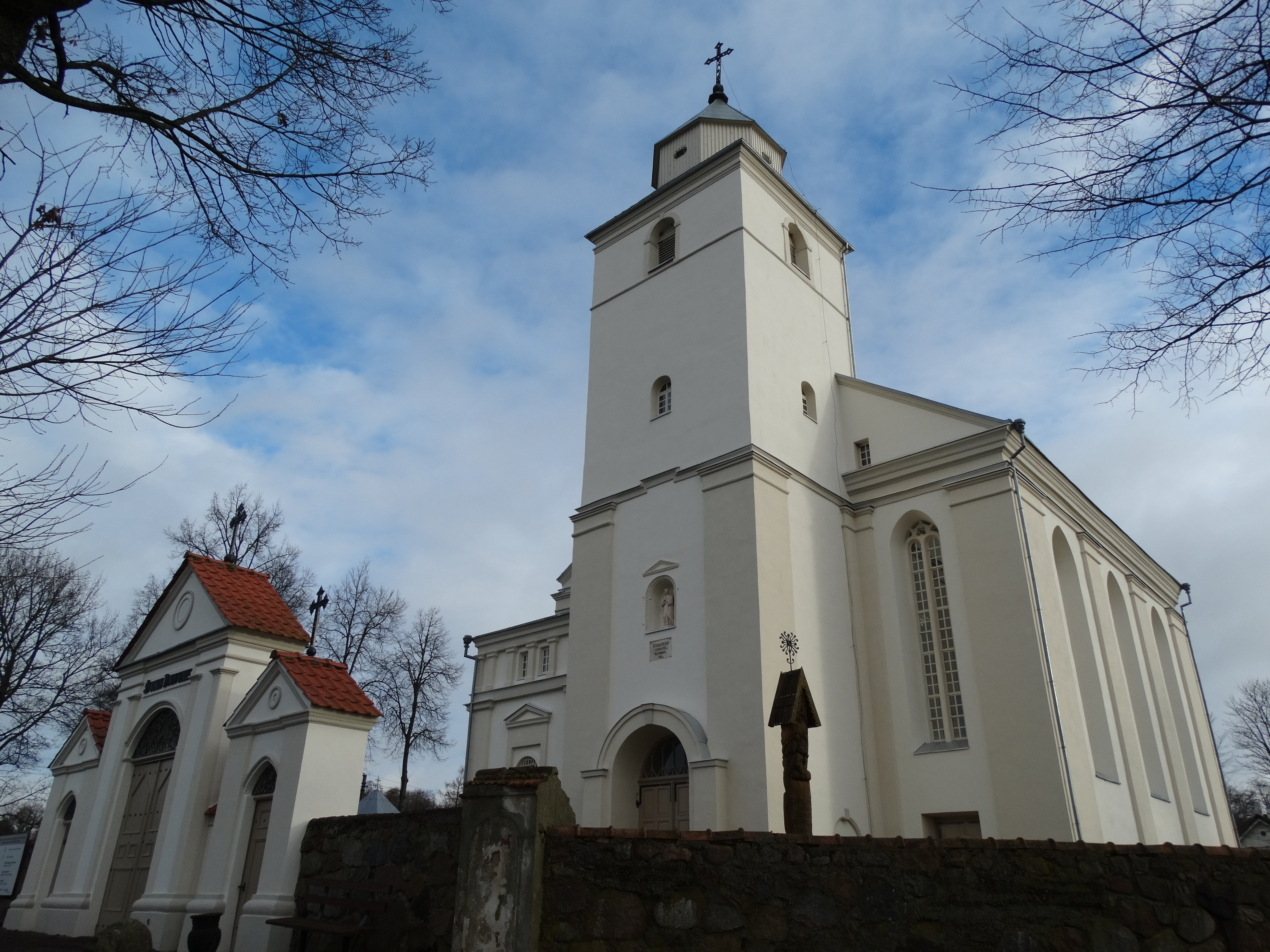
Kirche Mariä Himmelfahrt in Veliuona
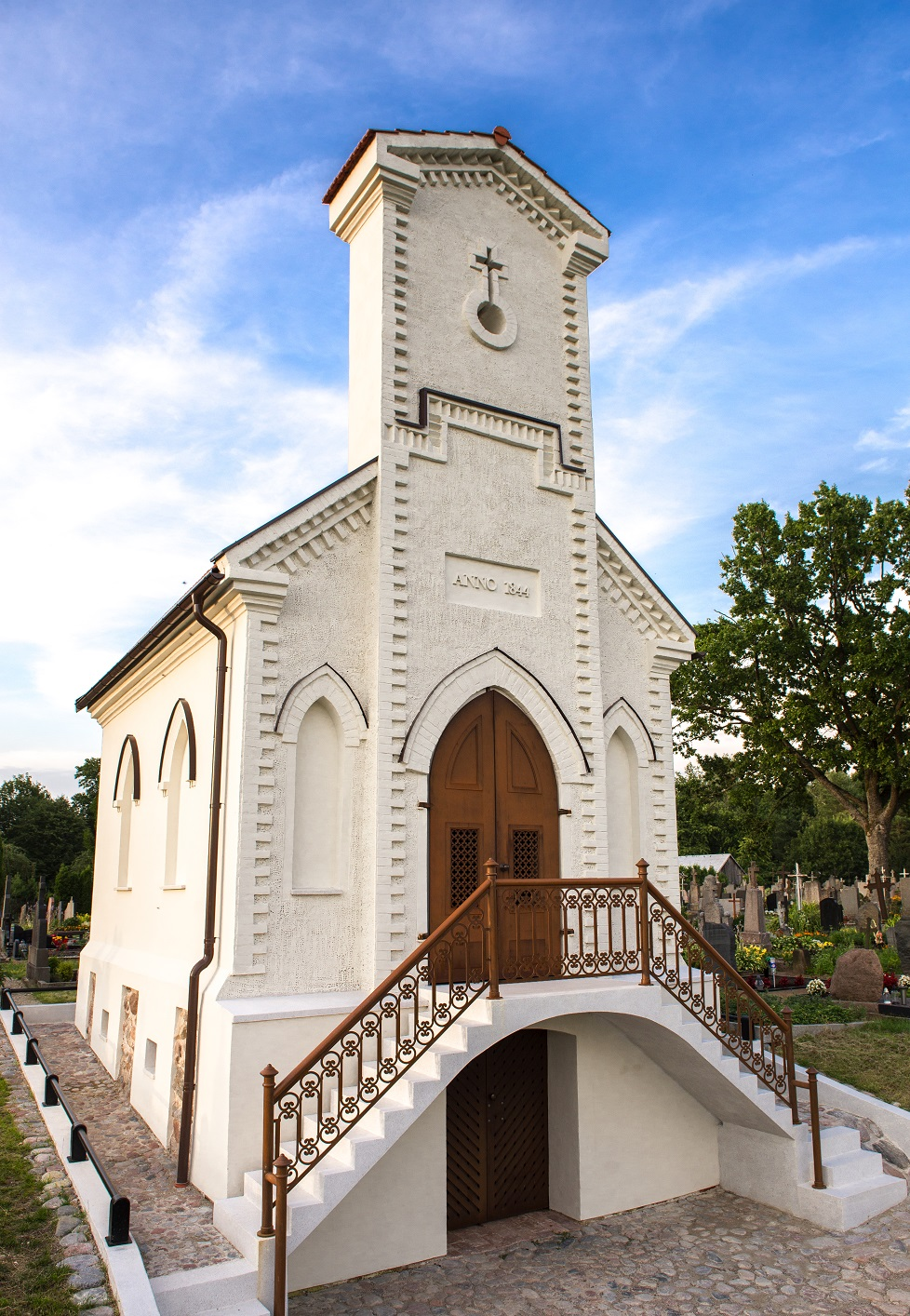
Kapelle und Mausoleum der Familie Zaleski aus der ersten Hälfte des 19. Jahrhunderts auf dem Friedhof von Veliuona
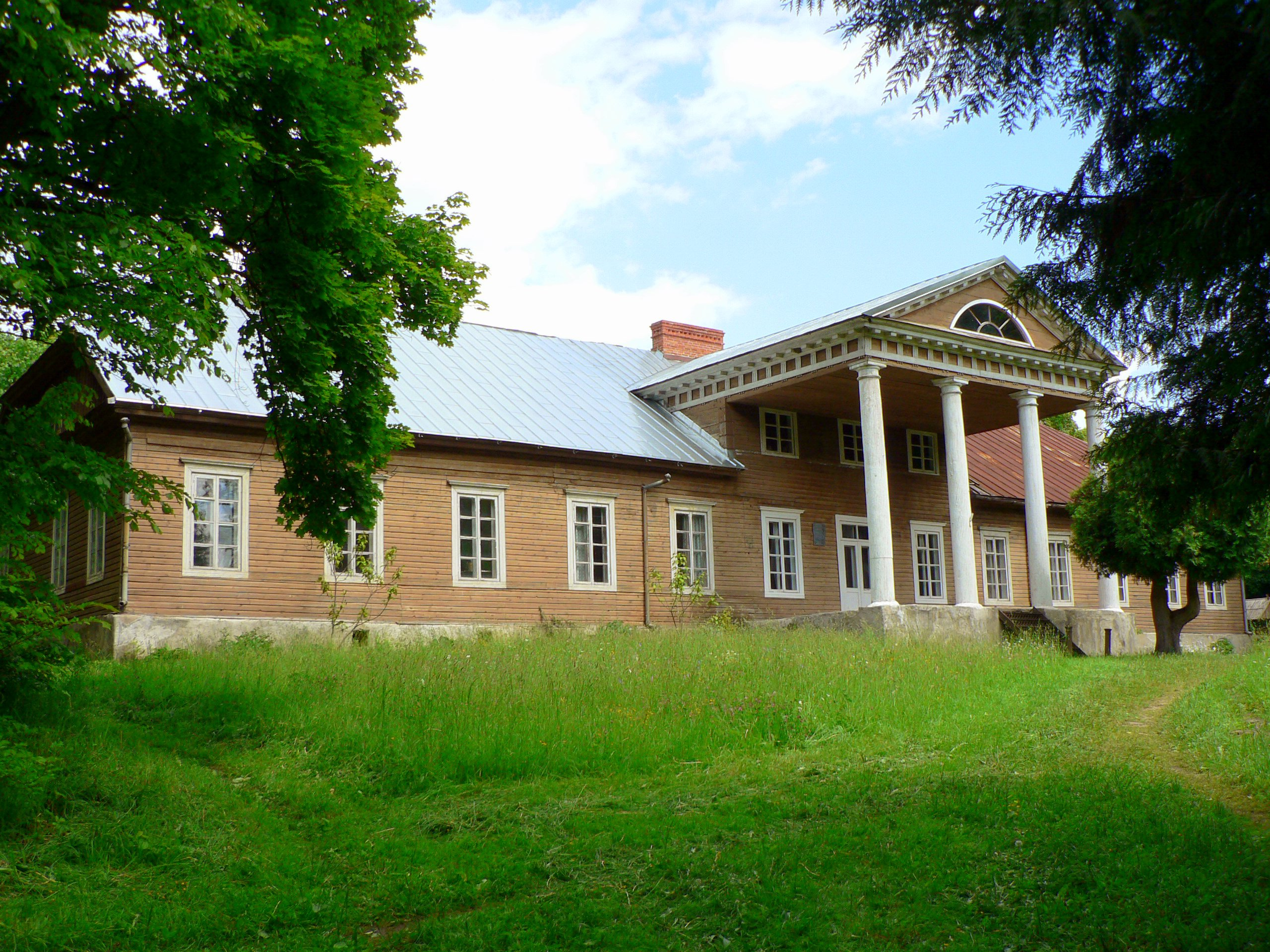
Herrenhaus Veliuona

## Regionalpark Panemuniai
Veliuona befindet sich im Regionalpark Panemuniai.

## Persönlichkeiten
- Ladislaus Zaleski (1852–1925); katholischer Erzbischof, Apostolischer Delegat von Indien und Lateinischer Patriarch von Antiochien.